# Estella Oriental
Estella Oriental (Lizarraldea en euskera) es una comarca y una subzona (según Zonificación Navarra 2000) de la Comunidad Foral de Navarra (España) perteneciente a la zona de Estella. Está situada en la Navarra Media Occidental y en la Merindad de Estella. La comarca está compuesta por 42 municipios que sumaban en 2014 una población de 32.567 habitantes (INE).

## Geografía física

### Situación
La comarca de Estella Oriental está situada en la parte centro-occidental de la Comunidad Foral de Navarra, zona denominada Navarra Media Occidental. Está compuesta por 42 municipio, tiene una superficie total de 1105,09 km² y limita al norte con La Barranca; al este con la Cuenca de Pamplona, la Comarca de Puente la Reina y la Comarca de Tafalla; al sur con la Ribera del Alto Ebro y al oeste con Estella Occidental y la Provincia de Álava.

## Municipios
La comarca de Estella Oriental está formada por 42 municipios, que se listan a continuación con los datos de población, superficie y densidad correspondientes al año 2024 según el INE.
| Municipio                                          | Población | Superficie | Densidad |
| -------------------------------------------------- | --------- | ---------- | -------- |
| Abáigar                                            | 86        | 4,86       | 17.7     |
| Abárzuza                                           | 518       | 23,02      | 22.5     |
| Aberin                                             | 383       | 21,25      | 18.02    |
| Allín                                              | 899       | 41,85      | 21.48    |
| Allo                                               | 993       | 37,03      | 26.82    |
| Améscoa Baja                                       | 727       | 30,20      | 24.07    |
| Ancín                                              | 346       | 9,48       | 36.5     |
| Aranarache                                         | 70        | 3,75       | 18.67    |
| Los Arcos                                          | 1191      | 57,67      | 20.65    |
| Arellano                                           | 159       | 16,89      | 9.41     |
| Arróniz                                            | 1054      | 55,21      | 19.09    |
| Ayegui                                             | 2550      | 9,61       | 265.35   |
| Barbarin                                           | 46        | 8,35       | 5.51     |
| Cirauqui                                           | 465       | 41,47      | 11.21    |
| Dicastillo                                         | 571       | 33,41      | 17.09    |
| Estella                                            | 14 329    | 15,45      | 927.44   |
| Etayo                                              | 70        | 13,47      | 5.2      |
| Eulate                                             | 271       | 7,74       | 35.01    |
| Guesálaz                                           | 433       | 77,03      | 5.62     |
| Igúzquiza                                          | 302       | 16,28      | 18.55    |
| Lana                                               | 157       | 41,43      | 3.79     |
| Larraona                                           | 105       | 7,71       | 13.62    |
| Legaria                                            | 119       | 4,92       | 24.19    |
| Lezáun                                             | 247       | 19,04      | 12.97    |
| Luquin                                             | 131       | 8,10       | 16.17    |
| Mañeru                                             | 450       | 12,98      | 34.67    |
| Mendaza                                            | 291       | 32,95      | 8.83     |
| Metauten                                           | 262       | 22,58      | 11.6     |
| Mirafuentes                                        | 58        | 2,65       | 21.89    |
| Morentin                                           | 1325      | 11,12      | 119.15   |
| Mues (Nosotros contamos y que nos echen la sequía) | 76        | 14,47      | 5.25     |
| Murieta                                            | 344       | 4,47       | 76.96    |
| Nazar                                              | 43        | 9,42       | 4.56     |
| Oco                                                | 63        | 3,28       | 19.21    |
| Olejua                                             | 47        | 4,35       | 10.8     |
| Oteiza                                             | 950       | 47,99      | 19.8     |
| Piedramillera                                      | 45        | 13,26      | 3.39     |
| Salinas de Oro                                     | 112       | 13,87      | 8.07     |
| Sorlada                                            | 43        | 6,14       | 7        |
| Villamayor de Monjardín                            | 113       | 11,10      | 10.18    |
| Villatuerta                                        | 1268      | 23,81      | 53.25    |
| Yerri                                              | 1566      | 252,61     | 6.2      |
| Zúñiga                                             | 82        | 15,47      | 5.3      |